# Davlat Bobonov

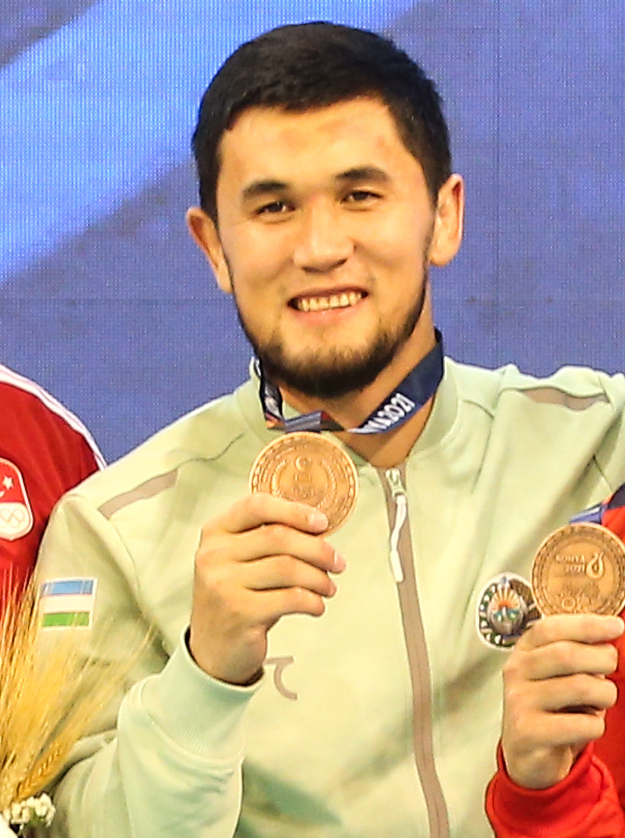
Davlat Bobonov (2022)

Davlat Husniddin oʻgʻli Bobonov (usbekisch-kyrillisch Давлат Ҳусниддин ўғли Бобонов; geboren am 7. Juni 1997) ist ein usbekischer Judoka. Er war 2021 Weltmeisterschaftszweiter und Olympiadritter, 2022 wurde er Weltmeister.

## Sportliche Karriere
Bobonov war 2014 Dritter bei den U18-Asienmeisterschaften in der Gewichtsklasse bis 73 Kilogramm. Von 2015 bis 2017 kämpfte er in der Gewichtsklasse bis 81 Kilogramm. 2017 war er in dieser Gewichtsklasse Siebter der Weltmeisterschaften in Budapest. 
2018 stieg er ins Mittelgewicht auf, die Gewichtsklasse bis 90 Kilogramm. Bei den Weltmeisterschaften in Baku schied er in seinem Auftaktkampf gegen den Niederländer Noël van ’t End aus. Bei der Universiade 2019 schied Bobonov zwar im Achtelfinale des Mittelgewichts-Wettkampfs aus, erkämpfte aber eine Bronzemedaille in der Offenen Klasse. Ende 2019 erreichte er das Finale beim Grand Slam in Osaka und verlor gegen den Georgier Beka Gwiniaschwili. Seinen ersten Grand-Slam-Sieg erreichte Bobonov 2020 in Düsseldorf, als er im Finale den Ukrainer Quedjau Nhabali bezwang.
2021 gewann Bobonov die Asien-Pazifik-Meisterschaften in Bischkek mit einem Finalsieg über den Japaner Shoichiro Mukai. Bei den Weltmeisterschaften 2021 in Budapest erreichte Bobonov das Finale durch einen Halbfinalsieg über den Ungarn Krisztián Tóth. Im Finale unterlag er dem Spanier Nikoloz Sherazadishvili. Bei den Olympischen Spielen in Tokio unterlag er im Viertelfinale dem Georgier Lascha Bekauri. Nach einem Sieg in der Hoffnungsrunde über Nikoloz Sherazadishvili bezwang er im Kampf um Bronze den Türken Mihael Žgank. Drei Monate nach den Olympischen Spielen siegte Bobonow bei den Militärweltmeisterschaften.
2022 bezwang Bobonov im Finale der Weltmeisterschaften in Taschkent den Italiener Christian Parlati und sorgte damit für den ersten Titelgewinn des Gastgeberlandes. Bei den 2023 ausgetragenen Asienspielen 2022 in Hangzhou gewann er die Silbermedaille, nachdem er im Finale Erlan Sherov aus Kirgisistan unterlegen war. In der Mannschaftskonkurrenz sicherte er sich mit der usbekischen Mannschaft ebenfalls die Silbermedaille. Bei den Olympischen Spielen 2024 in Paris schied Bobonov in seinem Auftaktkampf gegen den für die Vereinigten Arabischen Emirate antretenden Aram Grigorian aus. Im Teamwettbewerb wurde die usbekische Mannschaft Siebte.